# Jeff Martin
Jeffrey Allen Martin, detto Jeff (Cherry Valley, 14 gennaio 1967), è un ex cestista statunitense, professionista nella NBA, in Italia, Spagna e Francia.

## Carriera
Venne selezionato dai Los Angeles Clippers al secondo giro del Draft NBA 1989 (31ª scelta assoluta).

## Statistiche

### College
| Anno      | Squadra           | PG  | PT  | MP   | TC%  | 3P%  | TL%  | RP  | AP  | PRP | SP  | PP   |
| --------- | ----------------- | --- | --- | ---- | ---- | ---- | ---- | --- | --- | --- | --- | ---- |
| 1985-1986 | Murray St. Racers | 29  | 27  | 31,7 | 47,2 | -    | 67,5 | 5,4 | 1,1 | 0,7 | 0,9 | 11,7 |
| 1986-1987 | Murray St. Racers | 28  | 28  | 37,2 | 52,3 | 40,5 | 77,8 | 5,6 | 1,4 | 1,2 | 1,5 | 21,2 |
| 1987-1988 | Murray St. Racers | 31  | 31  | 37,5 | 55,8 | 35,4 | 78,4 | 6,6 | 2,2 | 1,1 | 1,0 | 26,0 |
| 1988-1989 | Murray St. Racers | 29  | 29  | 36,4 | 51,0 | 49,6 | 79,6 | 5,2 | 2,6 | 1,3 | 1,1 | 25,7 |
| Carriera  | Carriera          | 117 | 115 | 35,7 | 52,2 | 44,9 | 76,6 | 5,7 | 1,8 | 1,1 | 1,1 | 21,2 |

### NBA

#### Regular Season
| Anno      | Squadra       | PG  | PT | MP   | TC%  | 3P%  | TL%  | RP  | AP  | PRP | SP  | PP  |
| --------- | ------------- | --- | -- | ---- | ---- | ---- | ---- | --- | --- | --- | --- | --- |
| 1989-1990 | L.A. Clippers | 69  | 23 | 19,6 | 41,1 | 13,3 | 70,5 | 2,3 | 0,6 | 0,6 | 0,2 | 6,3 |
| 1990-1991 | L.A. Clippers | 74  | 26 | 18,0 | 42,2 | 30,7 | 68,0 | 1,8 | 0,9 | 0,5 | 0,4 | 7,1 |
| Carriera  | Carriera      | 143 | 49 | 18,8 | 41,7 | 28,2 | 69,4 | 2,0 | 0,8 | 0,5 | 0,3 | 6,7 |

## Palmarès
- 3 volte All-CBA Second Team (1992, 1994, 1999)